# Greenville (Alabama)
Greenville – miasto w Stanach Zjednoczonych, w stanie Alabama, stolica hrabstwa Butler.

## Demografia
W 2008 liczyło 7140 mieszkańców. W 2023 liczba mieszkańców spadła do 7030 osób, a gęstość zaludnienia do 127,1 osoby/km².